# Pentaster hybridus
Pentaster hybridus is een zeester uit de familie Oreasteridae.
De wetenschappelijke naam van de soort werd in 1936 gepubliceerd door Ludwig Döderlein.